# Ksar Taqchourte
Ksar Taqchourte (en arabe : قصر تاقشورت) est un village fortifié dans la province de Zagora, région de Draa-Tafilalet au sud-est du Maroc .